# What If...? (mùa 2)
Mùa thứ hai của loạt phim hoạt hình Hoa Kỳ What If...?, dựa trên loạt truyện cùng tên của Marvel Comics, phim khám phá các dòng thời gian thay thế trong đa vũ trụ cho thấy điều gì sẽ xảy ra nếu những khoảnh khắc quan trọng trong các bộ phim trong Vũ trụ Điện ảnh Marvel xảy ra khác đi. Phim lấy bối cảnh trong Vũ trụ Điện ảnh Marvel (MCU). Phần phim thứ hai được sản xuất bởi Marvel Studios Animation với AC Bradley là biên kịch chính và Bryan Andrews đạo diễn.
Jeffrey Wright lồng tiếng cho vai the Watcher, người dẫn lời cho loạt phim, cùng với nhiều diễn viên điện ảnh MCU đảm nhận vai trò lồng tiếng của họ. Quá trình phát triển cho mùa bắt đầu từ tháng 12 năm 2019.
Mùa hai dự kiến ra mắt vào ngày 22 tháng 12 năm 2023 trên Disney+ và sẽ phát hành từng tập trong số 9 tập cho đến ngày 30 tháng 12, như một phần Giai đoạn 5 của MCU.

## Các tập phim
| TT. tổng thể | TT. trong mùa phim | Tiêu đề                                                   | Đạo diễn      | Biên kịch | Ngày phát sóng gốc |
| ------------ | ------------------ | --------------------------------------------------------- | ------------- | --------- | ------------------ |
| TBA          | TBA                | "Sẽ ra sao nếu... Captain Carter đánh bại Hydra Stomper?" | Bryan Andrews | TBA       | Tháng 12 năm 2023  |

Một tập phim do Ryan Little viết kịch bản và Andrews đạo diễn sẽ giới thiệu một nhân vật gốc của MCU tên là Kahhori, một phụ nữ trẻ người Mohawk đang tìm cách khám phá sức mạnh của mình sau khi khối Tesseract rơi xuống Haudenosaunee ở nước Mỹ thời tiền thuộc địa.

## Vai diễn và nhân vật
Bộ truyện được thuật lại bởi Jeffrey Wright trong vai the Watcher, một thành viên của chủng tộc Watcher, người quan sát đa vũ trụ. Mỗi tập phim có các phiên bản khác nhau của các nhân vật trong phim MCU, với nhiều diễn viên đảm nhận vai trò của họ trong loạt phim.Cynthia McWilliams và Mick Wingert tiếp tục đảm nhận vai Gamora và Tony Stark tương ứng của họ từ phần cuối của mùa đầu tiên trong một tập đã bị cắt khỏi mùa đầu tiên do sự chậm trễ trong sản xuất, cũng như Hayley Atwell và Lake Bell trong vai Peggy Carter và Natasha Romanoff, trong tập đầu tiên của mùa thứ hai, trong khi Cate Blanchett lồng tiếng cho nhân vật MCU Hela của cô ấy, cùng với Laurence Fishburne lồng tiếng cho Bill Foster / Giant-Man, và Atandwa Kani lồng tiếng cho T'Chaka thời trẻ / Black Panther. Phần này có sự giới thiệu của một phụ nữ trẻ Mohawk tên là Kahhori, một nhân vật gốc của MCU.

## Sản xuất

### Phát triển
Vào tháng 12 năm 2019, chủ tịch Marvel Studios Kevin Feige tiết lộ rằng công việc đã bắt đầu cho phần thứ hai dài 10 tập của What If...?. Tuy nhiên, do sự chậm trễ trong quá trình sản xuất do đại dịch COVID-19 gây ra trong mùa đầu tiên, hai mùa đầu tiên sẽ có chín tập. Nhà sản xuất điều hành Brad Winderbaum giải thích rằng tập thứ 10 được đề xuất của mùa đầu tiên, tập trung vào các phiên bản của Tony Stark và Gamora được nhìn thấy lần đầu trong phần cuối của mùa đầu tiên, sẽ không được hoàn thành kịp thời và sẽ không được hoàn thành kịp thời. được đưa vào mùa thứ hai. Các tập phim có độ dài khoảng 30 phút. AC Bradley và Bryan Andrews lần lượt trở lại với vai trò biên kịch và đạo diễn.

### Viết kịch bản
Trong khi phần thứ hai đang bắt đầu phát triển, đội trưởng Carter đã trở thành nhân vật mà các nhà biên kịch muốn tiếp tục quay lại mỗi mùa để tiếp tục câu chuyện của cô sau khi cô đã "nổi lên" trong mùa đầu tiên với tư cách là một nhân vật nổi bật.  Một số trong số 20 khái niệm không được chọn từ 30 khái niệm ban đầu của phần đầu tiên sẽ xuất hiện trong phần thứ hai, Winderbaum lưu ý rằng kể từ khi những khái niệm đó được hình thành ban đầu, "thế giới đã thay đổi và Vũ trụ Marvel hư cấu đã thay đổi" điều này sẽ cho phép những ý tưởng mới xuất hiện. cũng sắp được trình bày.  Andrews lưu ý rằng sau mùa đầu tiên, trong đó khái niệm "điều gì sẽ xảy ra nếu" chỉ là những thay đổi nhỏ so với những gì đã được thiết lập, các mùa tiếp theo có thể "mở rộng" ra ngoài những khoảnh khắc nhỏ này và "có được kỳ quặc hơn một chút".
Phần này giới thiệu một nhân vật MCU gốc tên là Kahhori, một phụ nữ Mohawk trẻ tuổi đang tìm cách khám phá sức mạnh của mình sau vụ tai nạn Tesseract ở Liên minh Haudenosaunee ở nước Mỹ thời tiền thuộc địa.

### Vai diễn và thu âm
Kế hoạch của Marvel cho loạt phim này là để các diễn viên đóng vai các nhân vật trong phim MCU đóng lại vai diễn của họ trong What If...? Vào tháng 1 năm 2021, Frank Grillo tiết lộ rằng anh phải quay lại vào tháng sau để ghi nhiều tập hơn với vai Brock Rumlow. Jeffrey Wright quay lại kể lại bộ truyện với tư cách là the Watcher. Hayley Atwell và Lake Bell lần lượt đóng lại vai Peggy Carter và Natasha Romanoff từ mùa đầu tiên, cũng như Cynthia McWilliams và Mick Wingert lần lượt trong vai Gamora và Tony Stark. Cate Blanchett, Laurence Fishburne và Atandwa Kani lần lượt đảm nhận các vai diễn trong MCU của họ là Hela, Bill Foster / Giant Man và T'Chaka / Black Panther trong mùa phim.

### Âm nhạc
Laura Karpman trở lại với tư cách là nhà soạn nhạc và có sự tham gia của Nora Kroll-Rosenbaum. Tập Kahhori mang âm nhạc Mohawk truyền thống.

## Quảng bá
Mùa 2 này đã được thảo luận trong hội thảo hoạt hình của Marvel Studios tại San Diego Comic-Con năm 2022, nơi tập đầu tiên "Sẽ ra sao nếu... Captain Carter đánh bại Hydra Stomper?" đã được chiếu. Đoạn giới thiệu cho mùa thứ hai được phát hành vào ngày 15 tháng 11 năm 2023. Bradley Russell tại Total Film cảm thấy mùa này "phục vụ khía cạnh kỳ lạ nhất, hoang dã nhất cho MCU"".

## Phát hành
Mùa hai dự kiến sẽ ra mắt trên Disney + vào ngày 22 tháng 12 năm 2023, với 9 tập phát hành hàng ngày cho đến ngày 30 tháng 12. Đây sẽ là dự án truyền hình đầu tiên của Marvel Studios phát hành các tập mới hàng ngày.